# Malala Yousafzai
Malala Yousafzai (Pasjtoe: ملاله یوسفزۍ, Urdu: ملالہ یوسف زئی) (Mingora, 12 juli 1997) is een Pakistaanse kinder- en vrouwenrechtenactiviste. In 2014 kreeg zij de Nobelprijs voor de Vrede, samen met Kailash Satyarthi.

## Levensloop
Malala Yousafzai groeide op in een gezin als dochter van een leraar. Ze werd bekend door haar strijd om meisjes naar school te laten gaan. In 2009 verwierf ze op elfjarige leeftijd bekendheid toen ze onder het pseudoniem Gul Makai (korenbloem) een weblog bijhield op de website van de BBC. In de vorm van een dagboek schreef ze over de gewelddadigheden van de Taliban in de Swatvallei, waar sinds de machtsovername door de Taliban in 2008 meisjes worden uitgesloten van school en ook veel andere mensenrechten worden geschonden.
Terwijl ze op 9 oktober 2012 in de bus terugkeerde van school, pleegde een Talibanstrijder een gerichte aanslag op haar, waarbij ze zwaargewond raakte door een kogel in haar hoofd en haar hals. Artsen verwijderden in een ziekenhuis in Rawalpindi de kogel uit haar hoofd. De Taliban dreigden haar alsnog te zullen ombrengen.
Op 15 oktober werd ze overgevlogen naar Engeland, waar ze een verdere specialistische behandeling kreeg in het Queen Elizabeth Hospital in Birmingham. Ook was ze hier beter beschermd tegen aanslagen van de Taliban. Haar vader kreeg daar een baan zodat het gezin haar kon vergezellen in het Verenigd Koninkrijk.
In januari 2013 werd ze uit het ziekenhuis ontslagen, maar begin februari ging ze opnieuw naar Birmingham. Een deel van haar schedel werd gerepareerd met een prothese van titanium die met behulp van een 3D-techniek naar de vorm van haar hoofd was vervaardigd. Zij kreeg een cochleair implantaat op haar linkeroor. Op 8 februari verliet ze het ziekenhuis.
Malala studeerde aan de Universiteit van Oxford.
Op 9 november 2021 trad Malala in Birmingham in het huwelijk met Asser Malik.

## Internationale erkenning

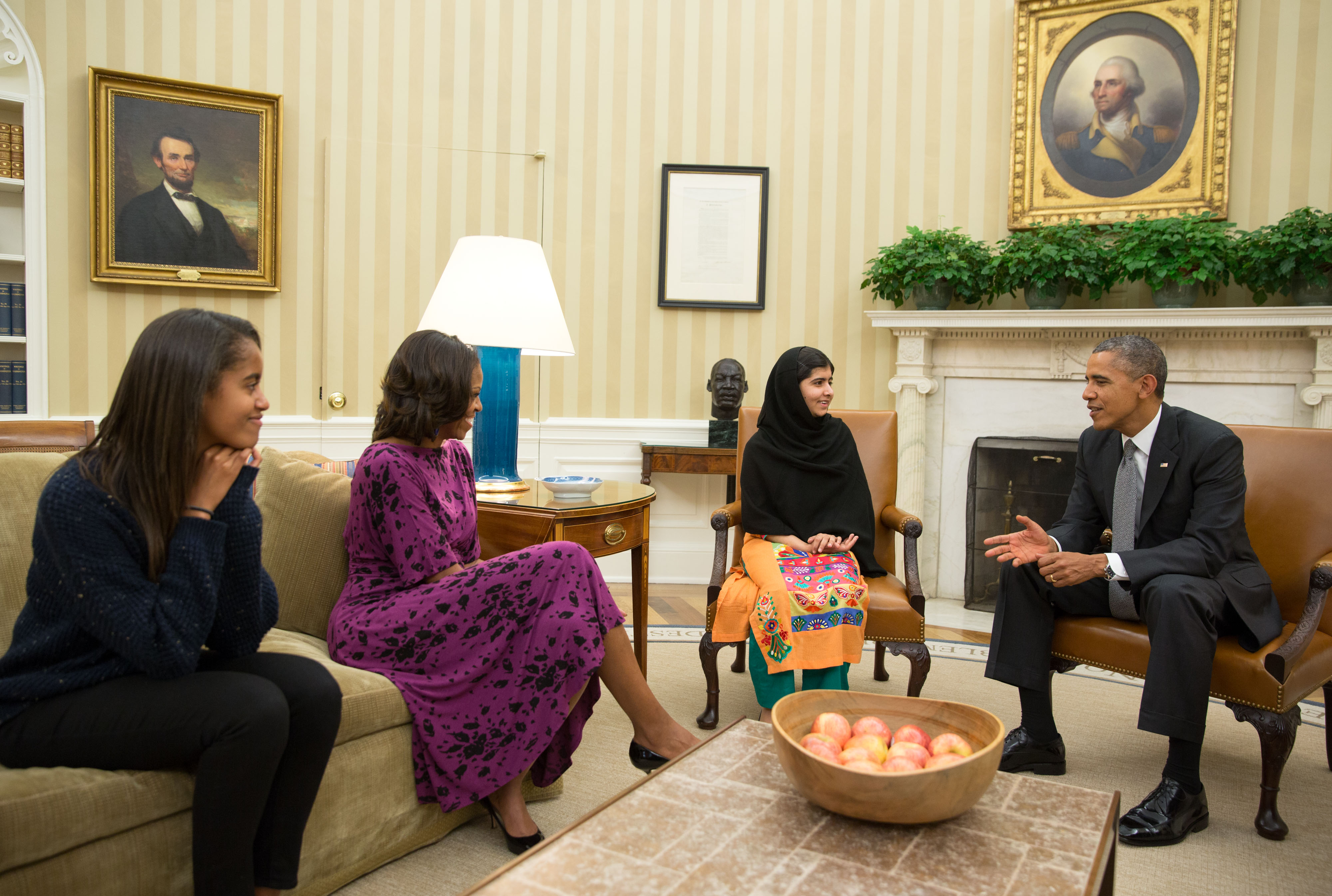
Malala tijdens een ontmoeting met president Barack Obama, zijn vrouw Michelle en zijn oudste dochter Malia (2013)

In 2011 werd Malala genomineerd voor de Internationale Kindervredesprijs. Hetzelfde jaar werd ze door de Pakistaanse regering onderscheiden met de Nationale Jeugdvredesprijs (National Youth Peace Prize). Deze prijs werd later ter ere van haar hernoemd naar de Nationale Malala-Vredesprijs (National Malala Peace Prize).
10 november 2012 werd door de Verenigde Naties uitgeroepen tot de Dag van Malala, waarmee de VN aandacht wil vragen voor de 32 miljoen meisjes en 29 miljoen jongens in de wereld die geen basisonderwijs krijgen. Een petitie op het internet waarin vanaf oktober 2012 werd opgeroepen haar in 2013 de Nobelprijs voor de Vrede toe te kennen, werd ondertekend door meer dan 250.000 mensen.
In het nummer van Time dat op 29 april 2013 verscheen, werd Malala genoemd als een van de 100 invloedrijkste personen ter wereld. Haar foto stond op de omslag van het tijdschrift. Op 12 juli 2013, op haar zestiende verjaardag, sprak Malala 500 jongeren in de VN toe. Voor deze gelegenheid werd deze dag uitgeroepen tot "Malala-dag". Op 6 september 2013 werd in de Ridderzaal in Den Haag aan Malala de Internationale Kindervredesprijs 2013 uitgereikt. Op uitnodiging van de Nederlandse kinderrechtenorganisatie KidsRights kwam zij hiervoor naar Nederland. De winnares van de Nobelprijs voor de Vrede 2011, Tawakkul Karman, overhandigde de prijs namens KidsRights. Op 20 november 2013 kreeg Malala in Straatsburg van het Europees Parlement de Sacharovprijs voor de Vrijheid van Meningsuiting. Ze is de jongste winnares van deze prijs tot dan toe.
Op 24 mei 2014 ontving ze in Middelburg de Four Freedom Award voor Vrijwaring van vrees, uitgereikt door BLØF in aanwezigheid van de familie Roosevelt en het koninklijk huis. Op 10 oktober 2014 werd bekendgemaakt dat ze de Nobelprijs voor de Vrede 2014 kreeg. Met 17 jaar was ze de jongste winnaar ooit van een Nobelprijs. In juli 2014 reisde ze naar Nigeria, waar ze de ouders bezocht van zo'n 200 schoolmeisjes die in april door Boko Haram waren ontvoerd.
In april 2015 heeft ruimtevaartorganisatie NASA een planetoïde tussen Mars en Jupiter naar Malala vernoemd met de officiële naam '316201 Malala'. Het hemellichaam heeft een doorsnee van vier kilometer en maakt elke vijf en een half jaar een baan om de zon.